# Ivar Rønningen
Ivar Rønningen (Lunner, 13 febbraio 1975) è un ex calciatore norvegese, di ruolo portiere.

## Carriera

### Club
Rønningen iniziò la carriera professionistica con la maglia del Vålerenga. Debuttò nella Tippeligaen il 7 giugno 1998, giocando nella sconfitta per quattro a uno in casa del Molde. Giocò poi in prestito al Walsall, al GKS Katowice e al Lillestrøm. Con quest'ultimo club, esordì il 3 ottobre 1999: subentrò a Rúnar Kristinsson, a causa dell'espulsione del portiere titolare Emile Baron, nella sconfitta per tre a uno contro il Vålerenga.
Fu poi ceduto a titolo definitivo al Brann. Giocò il primo incontro per il club in data 7 maggio 2000, difendendo i pali della squadra nella sconfitta per tre a due sul campo del Bodø/Glimt. Si trasferì in seguito al Rosenborg, dove fu la riserva del titolare Espen Johnsen. L'esordio con questa maglia arrivò il 10 maggio 2005, giocando in un match valido per l'edizione stagionale della Coppa di Norvegia: giocò dall'inizio nella vittoria per undici a zero sull'Orkla.
Il 6 gennaio 2006 fu ufficializzato il suo trasferimento allo HamKam. Debuttò con questa casacca il 9 aprile, nel pareggio a reti inviolate contro il Viking. La squadra, all'epoca militante nella Tippeligaen, retrocesse nel corso degli anni, finendo nella Fair Play Ligaen: in questa divisione, segnò una rete nel sei a zero inflitto al Lørenskog, in data 23 ottobre 2010. Si ritirò alla fine del campionato 2012, ma a marzo 2013 tornò sui suoi passi, firmando un nuovo contratto con lo HamKam.

### Nazionale
Rønningen giocò una partita per la Norvegia under 21. Il match non è però riconosciuto come ufficiale, poiché disputato contro la Nazionale maggiore cipriota e terminato con una sconfitta per due a zero.